# Huehuetenango
Huehuetenango è un comune del Guatemala, capoluogo del dipartimento omonimo.